# Ego (Nesli)
Ego è il primo album in studio del rapper italiano Nesli, pubblicato nel 2003 dalla Teste Mobili Records.

## Descrizione
Fin dal titolo, il disco fa capire una attitudine diversa rispetto alle caratteristiche più comuni dell'hip hop, Nesli nel disco cerca prima di tutto la poesia e l'introspezione, su basi autoprodotte e cantate da lui stesso, se si esclude la collaborazione con il fratello Fabri Fibra nel brano Piccolezze.
L'album si rivela quindi quello che è il suo sottotitolo: "Riflessioni di un ragazzo qualunque", rappate con un flow non arricchito da particolari tecnicismi, su basi suonate da reali strumentisti, situazione rarissima nell'hip hop attuale.

## Tracce
1. Intro – 1:53
2. Ecco fatto – 2:47
3. La mia immaginazione – 4:17
4. Parole da dedicarmi – 4:34
5. Eccomi qua – 4:32
6. Un volto un nome – 3:20
7. Piccolezze (feat. Fabri Fibra) – 3:50
8. Un altro giorno – 3:44
9. Forse – 3:26
10. Da domani – 3:02
11. Credi – 4:04
12. Qualcosa che cambia – 3:24
13. Sono tornato – 4:46
14. Più che puoi – 3:43
15. Forse Reverse Remix – 3:26

## Formazione
- Nesli – rapping, voce
- Marco Greganti – chitarra
- DJ Myke – scratch
- Davide Tordi – voce (traccia 1)
- Marco Tonini Bossi – pianoforte (traccia 4), basso (tracce 6, 7 e 8)
- Lillo – coro (traccia 12)